# 스패츠

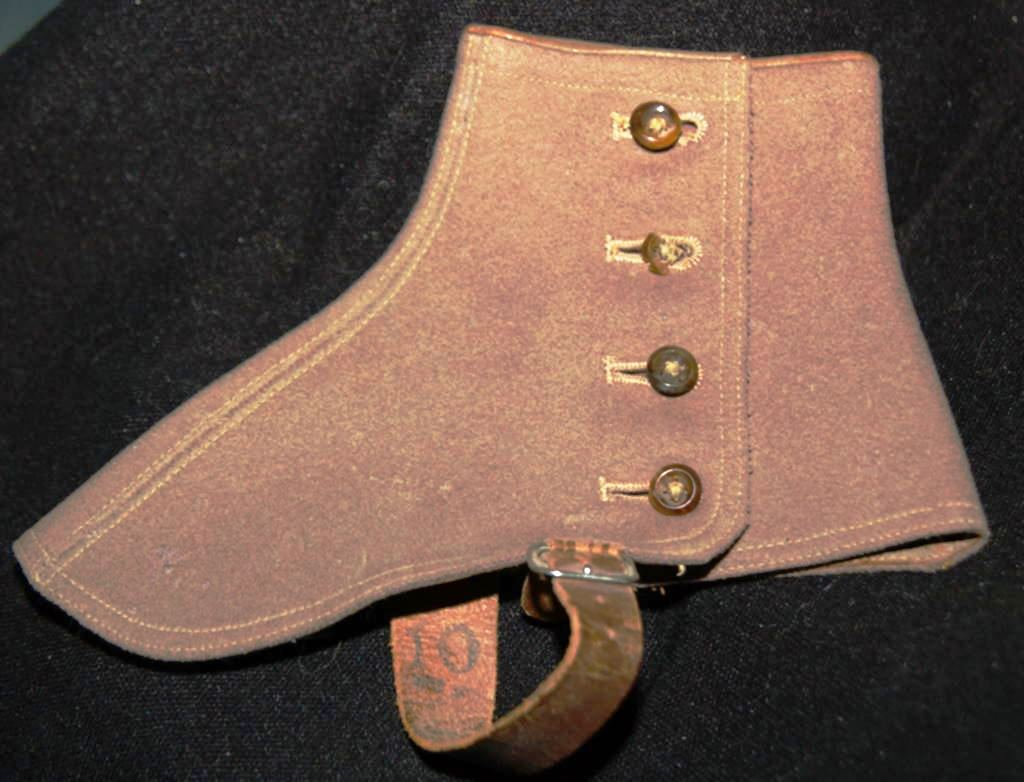

스패츠(spats)는 실외 착용을 위한 고전적인 풋웨어 장신구의 일종이다. 발등과 발목을 덮는 구조로 되어 있다. 스패츠는 아래바지가랑이와 신발을 덮는 각반과는 구별한다.
스패츠는 남성이 신었으며 19세기 말과 20세기 초에는 여성도 드물게 신었다. 1920년대에 착용률이 감소했다. 흰색, 회색, 갈색의 펠트 물질로 만들어졌다. 원래 목적은 신발과 양말이 흙이나 비에 맞지 않게 보호하는 것이었지만 당시 패션에 순응하여 스타일리시한 드레스의 기능 역할을 하기도 했다.